# Sorbet

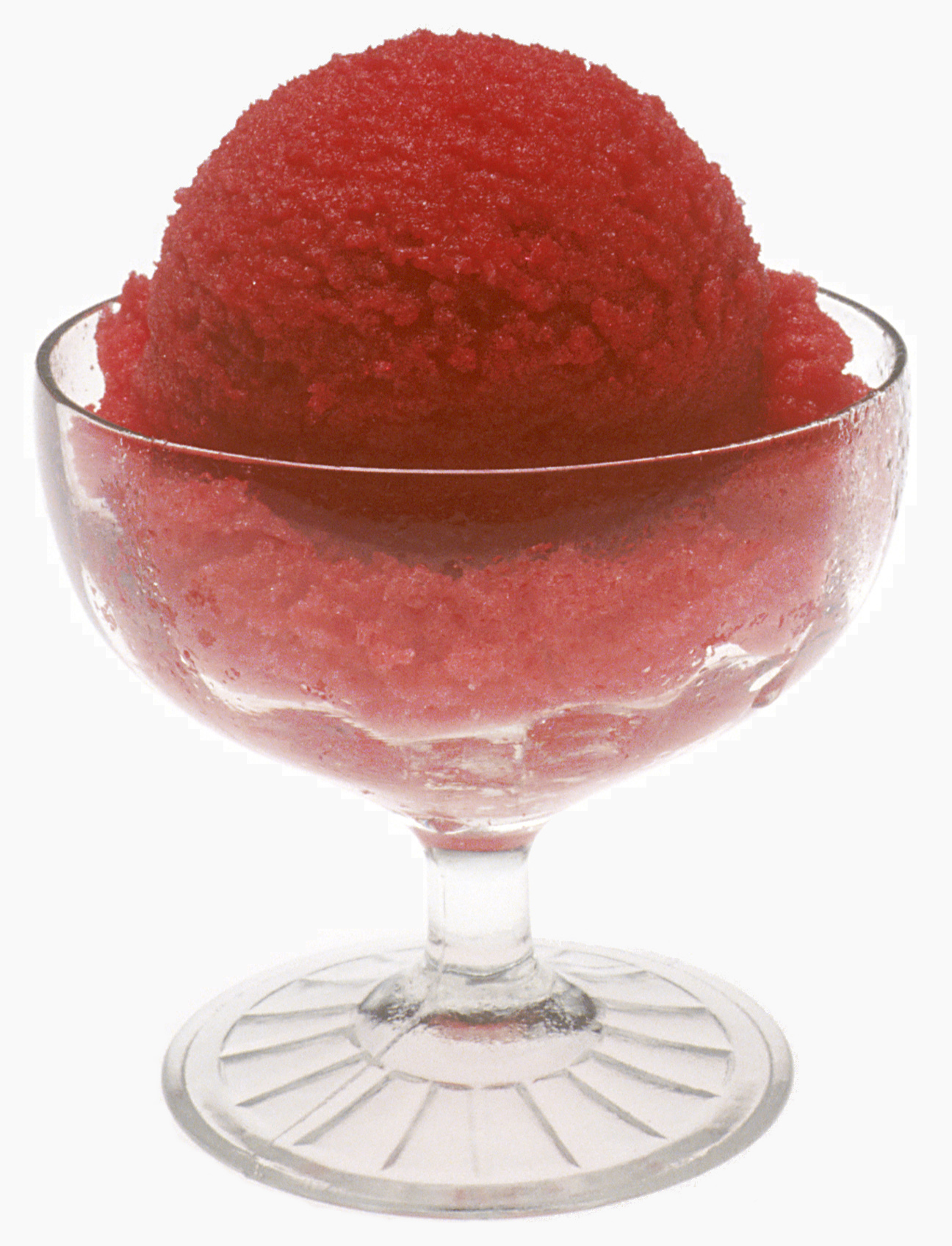
Sorbet malinowy

Sorbet – rodzaj orzeźwiającego mrożonego deseru, robionego z posłodzonej wody z  przewagą zamrożonych owoców (najczęściej sokiem lub purée), ewentualnie winem lub likierem. Pochodzenie sorbetu przypisuje się napojowi z Azji (Iran) o nazwie szarbat, robionemu z posłodzonego soku owocowego i wody. Termin „sorbet” pochodzi od tureckiego şerbat lub şerbet, szarbat.
Sorbety często porównuje się do lodów włoskich (w angielskim tego określenia znaczeniu − Italian ice) oraz lodów wodnych, jednak różnią się one doborem i proporcjami składników.